# Libertas (parti)
Libertas (LIB) är en organisation som ursprungligen bildades mot Lissabonfördraget i folkomröstningen på Irland den 12 juni 2008. Libertas mål är att finnas i alla Europeiska unionens medlemsstater och att verka för bland annat en demokratisering av Europeiska unionen. Partiet är grundat, finansierat och lett av affärsmannen Declan Ganley. Partiet ställde upp i Europaparlamentsvalet 2009. Libertas kunde inte delta i samtliga medlemsstater, så som partiets ursprungliga mål var. Partiet misslyckades till exempel med att samla ihop 4 000 signaturer för att kunna registrera partiet i det största EU-landet, Tyskland. Libertas misslyckades med att göra någon större framgång i valet.
Den 2 januari 2009 ansökte organisationen formellt om att bli registrerat som ett europeiskt parti, vilket skulle innebära att Libertas har rätt till EU-bidrag. För att ett europeiskt parti ska kunna bildas måste det vara representerat i folkvalda församlingar i minst en fjärdedel av EU:s medlemsstater (det vill säga i 7 av de 27 länderna) och fått minst tre procent av rösterna i vart och ett av dessa länder alternativt representeras i någon folkvald församling i dessa länder. Ett europeiskt parti måste också stödja principer om bland annat frihet, demokrati och mänskliga rättigheter och dessutom ha som syfte att delta i Europaparlamentsval. Ett europeiskt parti representeras på nationell nivå oftast av nationella eller regionala partier men ibland även av enskilda medborgare.
Libertas uppgav i sin ansökan om att erhålla status som europeiskt parti att den estniske parlamentarikern Igor Grazin och den bulgariske parlamentarikern Mincho Hristov stödde organisationen, vilket innebar att Libertas uppfyllde kraven för att bli ett europeiskt parti och på så sätt få EU-bidrag. Denna status erhölls den 2 februari 2009. Grazin och Hristov förnekade dock att de skulle ha stött Libertas. En utredning tillsattes för att ta reda på om Libertas uppfyllde kraven. Samtidigt återtogs Libertas status som europeiskt parti och gick därmed miste om ungefär 200 000 euro i bidrag.
Den 6 april 2009 meddelade EUDemokraternas partiledare Sören Wibe att det europeiska partiet kan tänka sig att bilda en gemensam partigrupp med Libertas efter Europaparlamentsvalet 2009. Libertas partiledare Declan Ganley siktade på att ta mer än hundra mandat i Europaparlamentsvalet 2009, men lyckades bara ta ett enda mandat. Samtidigt åkte EUDemokraternas medlemspartier, svenska och danska junilistan, ut ur parlamentet.
Den 1 maj 2009 uppgav Declan Ganley på partiets första kongress i Rom att Libertas nu hade över en miljon medlemmar.

## Libertas i Sverige
I april 2009 presenterade Libertas en lista för det svenska EU-parlamentsvalet, vilken toppades av den före detta nydemokraten Stefan Kihlberg. 21 maj meddelade dock partiet att de drog sig ur valet i Sverige eftersom pengarna inte räckte till. De säger sig istället vilja satsa på valet 2014. Dock fick partiet över 150 handskrivna röster i valet.

## Libertas i Tyskland
Libertas misslyckades med att samla ihop 4 000 underskrifter för att kunna ställa upp i det största EU-landet, Tyskland. Detta ses som ett stort misslyckande för partiet, eftersom dess ursprungliga mål var att ställa upp i alla EU:s medlemsstater.

## Medlemspartier
Libertas finns i följande länder:
- Libertas Estland
- Libertas Frankrike
- Libertas Irland
- Libertas Lettland
- Libertas Nederländerna
- Libertas Polen
- Libertas Spanien
- Libertas Storbritannien
- Libertas Sverige
- Libertas Tjeckien
- Libertas Tyskland
- Libertas Ungern

## Resultat i Europaparlamentsvalet 2009
Libertas resultat i Europaparlamentsvalet 2009 var följande:
| Medlemsstat    | Antal kandidater 4 - 7 juni 2009 | Valda kandidater 8 juni 2009 |
| -------------- | -------------------------------- | ---------------------------- |
| Tjeckien       | 29                               | 0                            |
| Estland        | 6                                | 0                            |
| Frankrike      | 147                              | 1                            |
| Tyskland       | 11                               | 0                            |
| Grekland       | 22                               | 0                            |
| Irland         | 3                                | 0                            |
| Lettland       | 8                                | 0                            |
| Malta          | 1                                | 0                            |
| Nederländerna  | 24                               | 0                            |
| Polen          | 128                              | 0                            |
| Portugal       | 22                               | 0                            |
| Slovakien      | 13                               | 0                            |
| Spanien        | 50                               | 0                            |
| Storbritannien | 56                               | 0                            |